# 李志亮
拿督李志亮（1957年10月22日 - ），生於馬來西亞霹靂州下霹靂縣双溪榴槤华人新村，籍貫福建永安，前任马来西亚财政部副部長，前马来西亚内政部副部长，兼马华公会吉打州州联委会主席以及霹雳州马华公会金宝区区会主席。2013年12月21日以1,642票最高票中选为马华公会2013-2016年度副总会长。2014年4月22日在马来西亚上议院宣誓担任上议员。